# 暴力街 (1941年の映画)
『暴力街』（A Man Betrayed）は1941年のアメリカ合衆国の映画。主演はジョン・ウェイン。
日本では劇場未公開だが、テレビ放送が行われている。

## キャスト
※括弧内は日本語吹替（放送日1969年6月18日『サントリー名画劇場』）
- リン・ホリスター：ジョン・ウェイン（糸博）
- サブラ・キャメロン：フランシス・ディー
- トム：エドワード・エリス（千葉順二）
- ケーシー：ウォーレス・フォード（矢田耕司）
- フロイド：ワード・ボンド

## スタッフ
- 監督：ジョン・H・オウア
- 製作：アーマンド・シェイファー
- 原案：ジャック・モフィット
- 脚本：イザベル・ドーン、トム・キルパトリック
- 撮影：ジャック・A・マータ
- 音楽監督：サイ・フューアー